# Супер-Венера

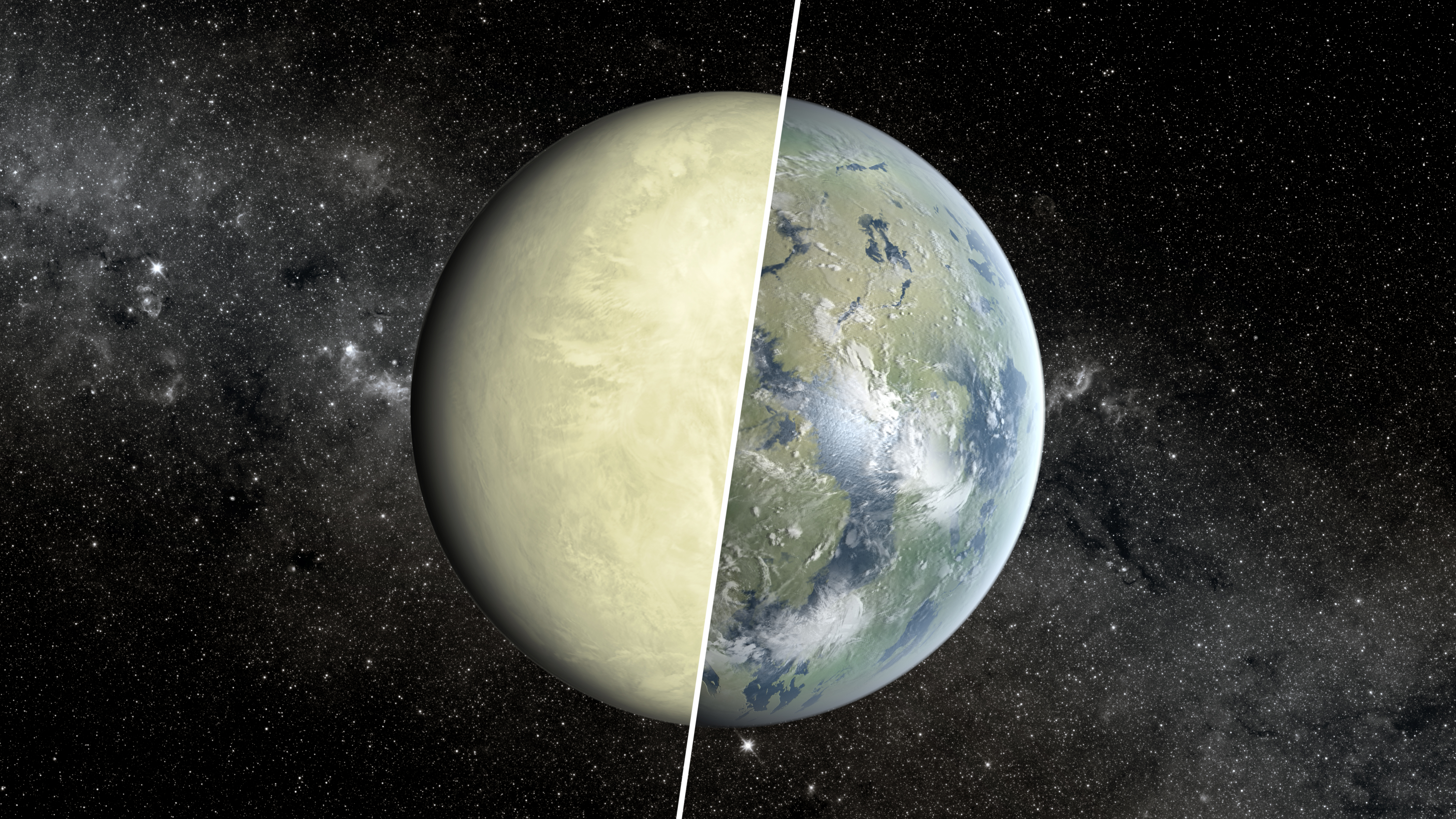
Планета Кеплер-69 c как супер-венера и как суперземля

Супер-Венера — это предполагаемый класс землеподобных экзопланет с плотной парниковой атмосферой..

## Превращение планеты в супер-венеру
Планета земной группы становится супер-Венерой, если:
- Она имеет слабое магнитное поле. При этом водяной пар (расщеплённый солнечным излучением на отдельные химические элементы) уносится солнечным ветром в межпланетное пространство. Установлено, что атмосфера планеты Венеры и сейчас теряет водород и кислород[2]. В отсутствии большого количества воды на планете её атмосфера становится насыщенной углекислым газом.
- На ней никогда не зарождалась жизнь. Миллионы лет назад атмосфера Земли также была в изобилии насыщена углекислым газом, выделявшимся из земных недр при вулканических извержениях. Но с появлением на Земле растений углекислота все больше и больше связывалась, так как шла на образование растительной массы (и затем захоранивалась в форме угля и известняка). Большое содержание свободной углекислоты в атмосфере Венеры, по-видимому, свидетельствует о том, что там никогда не было органической жизни, подобной земной.
- Она имеет очень большую массу. Планеты земной группы, которые тяжелее Земли более чем в 10 раз, будут иметь достаточное количество парниковых газов для поддержания мощного парникового эффекта.

## Возможные представители
- Глизе 832 c[3][4]
- Kepler-69 c